# Electric City (Washington)
Electric City ist City im Grant County im US-Bundesstaat Washington. Zum United States Census 2020 hatte Electric City 956 Einwohner. Die Gemeinde wurde nach ihrer Nähe zum Wasserkraftwerk am Grand Coulee Dam benannt.

## Geschichte
Electric City wurde offiziell am 4. August 1950 als Gebietskörperschaft anerkannt.

## Geographie

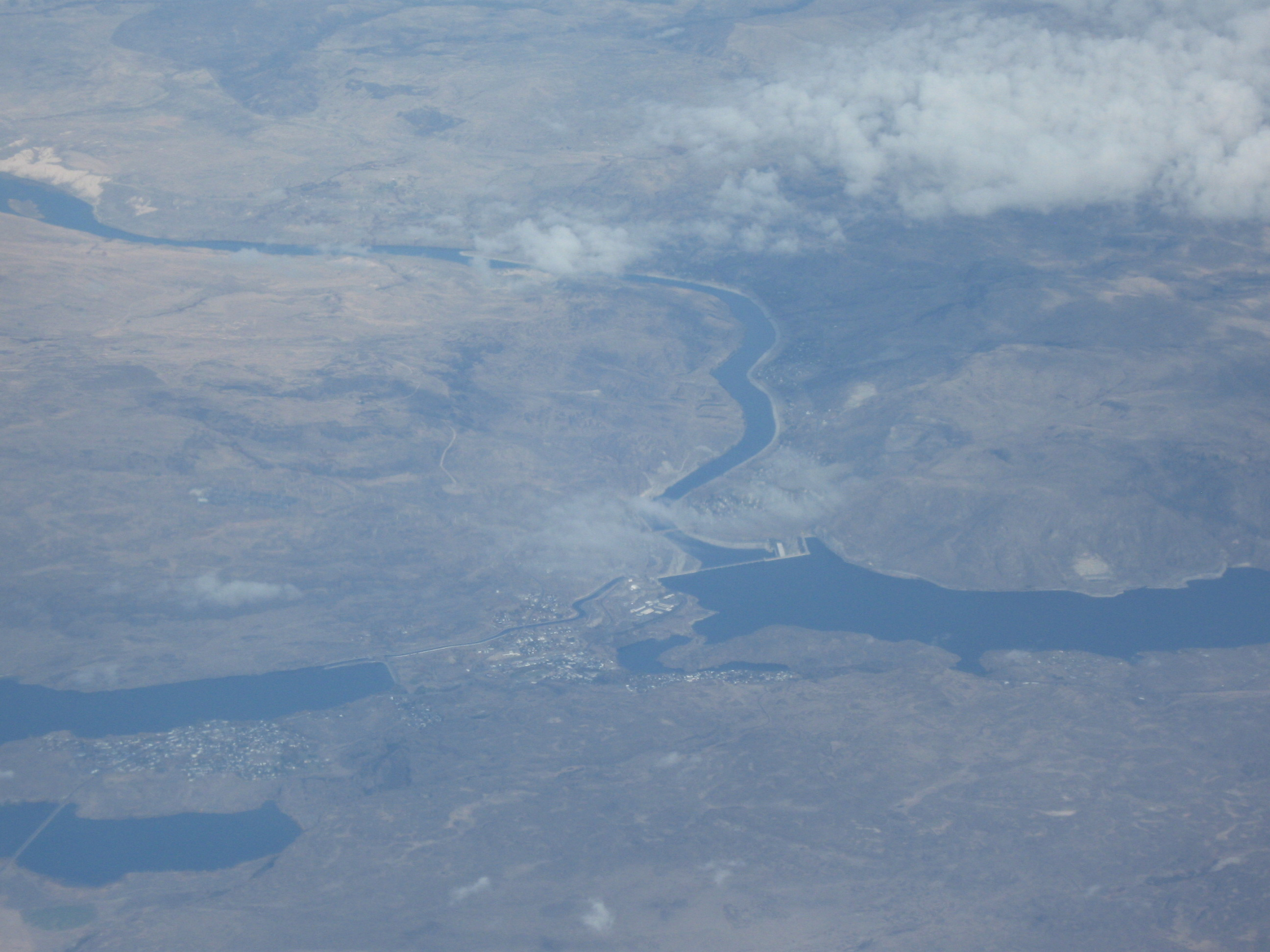
Blick über den Franklin Delano Roosevelt Lake von Süden, flussabwärts zum Grand Coulee Dam. Grand Coulee und Electric City sind im Westen (links) zu sehen.

Nach dem United States Census Bureau nimmt die Stadt eine Gesamtfläche von 6,06 km² ein, von denen 4,4 km² Land- und 1,66 km² Wasserflächen sind.

## Klima
|                        | Jan    | Feb    | Mär    | Apr   | Mai   | Jun   | Jul   | Aug   | Sep   | Okt    | Nov    | Dez    |   |        |
| Mittl. Temperatur (°C) | −2,22  | 0,28   | 5,28   | 9,44  | 14,17 | 18,06 | 22,50 | 22,22 | 17,22 | 10,00  | 2,50   | −2,78  | ⌀ | 9,8    |
| Mittl. Tagesmax. (°C)  | 16,11  | 16,11  | 22,78  | 32,78 | 37,78 | 38,89 | 42,22 | 43,33 | 39,44 | 28,89  | 20,56  | 14,44  | ⌀ | 29,5   |
| Mittl. Tagesmin. (°C)  | −27,22 | −26,11 | −17,78 | −6,11 | −6,11 | 2,22  | 4,44  | 3,33  | −1,11 | −13,89 | −23,33 | −26,67 | ⌀ | −11,5  |
|                        |        |        |        |       |       |       |       |       |       |        |        |        |   |        |
| Niederschlag (mm)      | 26,92  | 25,40  | 23,11  | 22,10 | 29,21 | 26,67 | 16,26 | 7,11  | 11,18 | 17,27  | 33,02  | 36,83  | Σ | 275,08 |

| −27,22 |

| −26,11 |

| −17,78 |

| −6,11 |

| −6,11 |

| 2,22 |

| 4,44 |

| 3,33 |

| −1,11 |

| −13,89 |

| −23,33 |

| −26,67 |

| −27,22 |

| −26,11 |

| −17,78 |

| −6,11 |

| −6,11 |

| 2,22 |

| 4,44 |

| 3,33 |

| −1,11 |

| −13,89 |

| −23,33 |

| −26,67 |

## Demographie
| Jahr | Einwohner¹ |
| ---- | ---------- |
| 1960 | 404        |
| 1970 | 651        |
| 1980 | 927        |
| 1990 | 910        |
| 2000 | 922        |
| 2010 | 968        |
| 2020 | 956        |

¹ 1960–2020: Volkszählungsergebnisse

### Census 2000
Nach der Volkszählung von 2000 gab es in Electric City 922 Einwohner, 382 Haushalte und 291 Familien. Die Bevölkerungsdichte betrug 659,2 pro km². Es gab 420 Wohneinheiten bei einer mittleren Dichte von 300,3 pro km².
Die Bevölkerung bestand zu 89,59 % aus Weißen, zu 0,22 % aus Afroamerikanern, zu 7,05 % aus Indianern, zu 0,65 % aus Asiaten, zu 0,11 % aus Pazifik-Insulanern, zu 0,11 % aus anderen „Rassen“ und zu 2,23 % aus zwei oder mehr „Rassen“. Hispanics oder Latinos „jeglicher Rasse“ bildeten 1,84 % der Bevölkerung.
Von den 382 Haushalten beherbergten 27 % Kinder unter 18 Jahren, 63,6 % wurden von zusammen lebenden verheirateten Paaren, 8,1 % von alleinerziehenden Müttern geführt; 23,8 % waren Nicht-Familien. 20,2 % der Haushalte waren Singles und 7,3 % waren alleinstehende über 65-jährige Personen. Die durchschnittliche Haushaltsgröße betrug 2,41 und die durchschnittliche Familiengröße 2,74 Personen.
Der Median des Alters in der Stadt betrug 46 Jahre. 23,1 % der Einwohner waren unter 18, 6,1 % zwischen 18 und 24, 18,4 % zwischen 25 und 44, 33,9 % zwischen 45 und 64 und 18,4 65 Jahre oder älter. Auf 100 Frauen kamen 92,9 Männer, bei den über 18-Jährigen waren es 95,3 Männer auf 100 Frauen.
Alle Angaben zum mittleren Einkommen beziehen sich auf den Median. Das mittlere Haushaltseinkommen betrug 42.321 US$, in den Familien waren es 47.696 US$. Männer hatten ein mittleres Einkommen von 46.667 US$ gegenüber 20.288 US$ bei Frauen. Das Pro-Kopf-Einkommen betrug 19.388 US$. Etwa 11,6 % der Familien und 12,4 % der Gesamtbevölkerung lebte unterhalb der Armutsgrenze; das betraf 18 % der unter 18-Jährigen und 9,5 % der über 65-Jährigen.

### Census 2010
Nach der Volkszählung von 2010 gab es in Electric City 968 Einwohner, 447 Haushalte und 275 Familien. Die Bevölkerungsdichte betrug 219,8 pro km². Es gab 524 Wohneinheiten bei einer mittleren Dichte von 119 pro km².
Die Bevölkerung bestand zu 86 % aus Weißen, zu 0,5 % aus Afroamerikanern, zu 5,2 % aus Indianern, zu 0,4 % aus Asiaten, zu 0,9 % aus anderen „Rassen“ und zu 7 % aus zwei oder mehr „Rassen“. Hispanics oder Latinos „jeglicher Rasse“ bildeten 4 % der Bevölkerung.
Von den 447 Haushalten beherbergten 21,3 % Kinder unter 18 Jahren, 50,1 % wurden von zusammen lebenden verheirateten Paaren, 8,9 % von alleinerziehenden Müttern und 2,5 % von alleinstehenden Vätern geführt; 38,5 % waren Nicht-Familien. 33,3 % der Haushalte waren Singles und 13,6 % waren alleinstehende über 65-jährige Personen. Die durchschnittliche Haushaltsgröße betrug 2,17 und die durchschnittliche Familiengröße 2,71 Personen.
Der Median des Alters in der Stadt betrug 50,5 Jahre. 18,3 % der Einwohner waren unter 18, 5 % zwischen 18 und 24, 18,1 % zwischen 25 und 44, 36,4 % zwischen 45 und 64 und 22,2 65 Jahre oder älter. Von den Einwohnern waren 49,7 % Männer und 50,3 % Frauen.

## Persönlichkeiten
- Dennis Oppenheim (1938–2011) – Künstler